# Lucký vrch
Lucký vrch är ett berg i Tjeckien. Det ligger i den centrala delen av landet, 130 km öster om huvudstaden Prag. Toppen på Lucký vrch är 714 meter över havet. Lucký vrch ingår i Žďárské vrchy.
Terrängen runt Lucký vrch är platt österut, men västerut är den kuperad. Runt Lucký vrch är det ganska glesbefolkat, med 45 invånare per kvadratkilometer. Närmaste större samhälle är Polička, 7,1 km öster om Lucký vrch. Omgivningarna runt Lucký vrch är en mosaik av jordbruksmark och naturlig växtlighet.